# جيمي كاستور
جيمي كاستور (بالإنجليزية: Jimmy Castor)‏ هو موسيقي وكاتب أغاني ومغني أمريكي، ولد في 23 يونيو 1940 في مانهاتن في الولايات المتحدة، وتوفي في 16 يناير 2012 في هندرسون في الولايات المتحدة بسبب قصور القلب.

## وصلات خارجية
- جيمي كاستور على موقع IMDb (الإنجليزية)
- جيمي كاستور على موقع ميوزك برينز (الإنجليزية)
- جيمي كاستور على موقع إن إن دي بي (الإنجليزية)
- جيمي كاستور على موقع أول ميوزيك (الإنجليزية)
- جيمي كاستور على موقع ديسكوغز (الإنجليزية)